# پرونده‌سازی جمهوری اسلامی برای کشته‌شدگان خیزش ۱۴۰۱ ایران
حکومت ایران مسئولیت کشتن معترضان به دست نیروهای امنیتی در جریان خیزش ۱۴۰۱ ایران را برعهده نمی‌گیرد و برای بسیاری از معترضان کشته‌شده علت‌هایی چون «بیماری زمینه ای»، «تصادف رانندگی»، «گاز گرفتگی سگ»، «مصرف مواد مخدر»، «خودکشی»، «سقوط از ارتفاع» یا «تیراندازی از میان جمعیت» اعلام کرده‌است. همچنین مقامات جمهوری اسلامی برای انکار کشتن معترضان، از اعترافات اجباری بستگان کشته‌شدگان نیز استفاده می‌کنند.

## پیش‌زمینه
بر پایه آمار سازمان حقوق بشر ایران که مقر آن در نروژ قرار دارد در اعتراضات سراسری ایران تا ۲۱ آبان ۱۴۰۱ دست‌کم ۵۰۰ تن از جمله ۷۰ نفر کودک کشته شدند. مسئله کشتار معترضان در ایران در یک جلسه غیررسمی شورای امنیت نیز بررسی شده‌است. با وجود آمار تقریبی از کشته‌ها، هنوز تصویر روشنی از آنچه برسر بسیاری از قربانیان آمده در دست نیست و نمی‌توان دربارهٔ نحوه کشته شدن آنها سخنی گفت.

## رفتار دوگانه حکومت
عملکرد دستگاه قضایی و امنیتی حکومت ایران نشان می‌دهد در بررسی پرونده کشته‌شدگان رفتار دوگانه دارند. اگر پرونده مربوط به کشته شدن مأموران خودی یا طرفداران حکومت باشد عوامل حادثه را یک روزه دستگیر می‌کنند ولی پرونده‌های کشته‌شدگان اعتراضات را رها می‌کنند تا مشمول گذر زمان شود و در خوش‌بینانه‌ترین حالت، به خانواده قربانیان پیشنهاد پول می‌دهند.
خدانور لجه‌ای یکی از معترضان اهال شیرآباد زاهدان بود که در دهم مهرماه ۱۴۰۱ کشته شد. نزدیکانش به رادیو زمانه گفتند او یک روز پس از جمعه خونین زاهدان با مأموران انتظامی درگیر می‌شود و مورد اصابت گلوله قرار می‌گیرد، به بیمارستان تأمین اجتماعی این شهر منتقل می‌شود و روز بعد فوت می‌کند. بازتاب گسترده خبر کشته شدن او، باعث شد تا دادستان سیستان و بلوچستان در ۱۹ آبان‌ماه در اطلاعیه‌ای مدعی شود که او در دهم مهرماه و «در روزی که تجمع اعتراضی نبوده» کشته شده‌است. اما چرا و چگونه کشته شده توضیحی نمی‌دهد و می‌گوید «چگونگی کشته شدن لجه‌ای در دستگاه قضایی استان در حال بررسی است».

## پرونده‌سازی حکومت
از آغاز جنبش اعتراضی در ایران، نیروهای امنیتی به همراه دستگاه قضایی برای تعدادی از کشته‌شدگان، مسایلی مانند بیماری روانی یا جسمی، خودکشی، سقوط از ارتفاع، گاز گرفتگی سگ، تیراندازی از بین معترضان، مصرف موارد مخدر و تصادف رانندگی را مطرح می‌کنند.
در حالی که حکومت معترضان را متهم به «پروژه کشته‌سازی» می‌کند، خودش مشغول «پرونده‌سازی» و طرح قصه‌های پلیسی و جنایی برای کشته‌ها است و برای تأیید این روند، فشار گسترده‌ای به خانواده‌های عزادار وارد کرده تا آنها را مجبور به اعترافات تلویزیونی کنند یا پیگیر عاملان کشته شدن فرزندشان نشوند یا هرچه در جواز دفن نوشته بپذیرند تا در ازای آن پیکر آنها را تحویل بگیرند.

## کشته‌شدگان
| نام کشته‌شده            | تاریخ کشته‌شدن  | علت کشته‌شدن                                                                                      | ادعای حکومت | منبع              |
| ---------------------- | -------------- | ------------------------------------------------------------------------------------------------ | --- | ----------------- |
| مهسا امینی             | ۲۵ شهریور ۱۴۰۱ | پس از دستگیری از سوی گشت ارشاد در تهران در پلیس امنیت اخلاقی همان‌جا درگذشت                       | تمرکز نیروی انتظامی، مقام‌ها و رسانه‌های حکومتی بر بیمار بودن او | [ ۲ ]             |
| نیکا شاکرمی            | ۲۹ شهریور ۱۴۰۱ | توسط نیروهای امنیتی جمهوری اسلامی شکنجه و به قتل رسید.                                           | برای کشته شدن نیکا شاکرمی پرونده جنایی تشکیل شد. ۱۳ مهرماه از طرف بازپرس ویژه قتل اعلام شد «۳۰ شهریورماه جاری پیکر بی‌جان دختر ۱۷ ساله‌ای در حیاط خلوت یک خانه کشف شد…» و در جریان این حادثه ۸ کارگر ساختمان بازداشت شدند. | [ ۴ ] [ ۲ ] [ ۵ ] |
| حدیث نجفی              | ۳۰ شهریور ۱۴۰۱ | به ضرب ۳ گلوله کشته شد.                                                                          | نیروهای امنیتی خانواده این جان باخته را برای اخذ تعهد تحت فشار گذاشته بودند و می‌خواستند پدرش را وادار کنند تا بگوید حدیث سکته مغزی کرده یا به مرگ طبیعی مرده‌است.                                                         | [ ۲ ]             |
| بهنام لایق‌پور          | ۳۰ شهریور ۱۴۰۱ | در میدان سبزه‌بار رشت به ضرب ۳ گلوله مأموران امنیتی جان باخت.                                     | نیروهای امنیتی به این شرط حاضر شدند پیکر او را تحویل بدهند که خانواده‌اش امضا کنند بهنام به دلیل سکته قلبی یا تصادف جان خود را از دست داده‌است                                                                             | [ ۲ ]             |
| شیرین علیزاده خوانساری | ۳۱ شهریور ۱۴۰۱ | در حالی که در داخل ماشین مشغول فیلمبرداری بود کشته می‌شود.                                        | جسد او به مدت یک ماه توسط نیروهای امنیتی به گروگان گرفته شده تا خانواده وی سکوت کرده و اعتراضی نداشته باشند. در جواز دفن شیرین علیزاده، علت فوت «اصابت شی فلزی شتاب‌دار (گلوله)» عنوان شده‌است                             | [ ۲ ]             |
| سارینا اسماعیل‌زاده     | ۱ مهر ۱۴۰۱     | در اعتراضات کشته شد.                                                                             | رئیس کل دادگستری استان البرز دلیل جان باختن سارینا را «سقوط از ارتفاع» اعلام کرد. | [ ۲ ]             |
| جواد حیدری             | ۳۱ شهریور ۱۴۰۱ | در قزوین مورد اصابت گلوله قرار می‌گیرد و براثر شدت خونریزی جان می‌دهد.                             | خانواده جواد حیدری تحت فشار بودند تا «تصادف» را عامل مرگ جواد حیدری اعلام کنند. | [ ۲ ]             |
| آرنیکا قائم مقامی      | ۲۰ مهر ۱۴۰۱    | براثر ضربات باتوم نیروهای امنیتی کشته شد.                                                        | بازپرس ویژه قتل دادسرای امور جرائم جنایی تهران اعلام کرد «آرنیکا قائم مقامی به علت سقوط از بالکن اتاق خواب (طبقه پنجم) فوت کرده‌است».                                                                                     | [ ۲ ]             |
| غزاله چلاوی            | ۳۰ مهر ۱۴۰۱    | در شهر آمل درحالی که مشغول گرفتن فیلم از معترضان بود به ضرب گلوله کشته شد.                       | رئیس پلیس آگاهی استان مازندران مدعی شد «فردی از بین جمعیت (هم تراز با خانم چلاوی) به وی شلیک کرده‌است». | [ ۲ ]             |
| پریسا بهمنی            | ۴ آبان ۱۴۰۱    | همزمان با تجمع پزشکان در مقابل نظام پزشکی تهران کشته می‌شود.                                      | مدیر روابط عمومی سازمان نظام پزشکی به رسانه‌ها گفته «دکتر بهمنی عضو سازمان نظام پزشکی زنجان بود و بر اساس اظهارات سازمان نظام پزشکی شعبه زنجان، وی در سانحه رانندگی جان خود را از دست داده‌است».                           | [ ۲ ]             |
| بهناز افشاری           |                | پیکر او پس از گذشت پنج روز در پزشکی قانونی پاکدشت تهران پیدا شد.                                 | به گفته یکی از نزدیکان بهناز، مأموران امنیتی به خانواده او گفته‌اند او در یک هتل خودکشی کرده‌است. | [ ۲ ]             |
| مهرشاد شهیدی‌نژاد       | ۵ آبان ۱۴۰۱    | با ضربات باتوم کشته شد.                                                                          | ماموران امنیتی به خانواده مهرشاد گفتند او «دچار ایست قلبی شده، برای احیا به بیمارستان منتقل شده اما احیا نشده‌است». | [ ۲ ]             |
| سارینا ساعدی           |                | با ضربات باتوم کشته شد.                                                                          | معاون سیاسی، امنیتی و اجتماعی استاندار کردستان در ششم آبان‌ماه اعلام کرد «فوت سارینا ساعدی ارتباطی با اغتشاشات ندارد». | [ ۲ ]             |
| نسیم صدقی              | ۹ آبان ۱۴۰۱    | در تظاهرات مردم ارومیه با شلیک مستقیم نیروهای امنیتی ایران کشته شد.                              | خانواده نسیم تحت فشار نیروهای امنیتی، مجبور شدند علت فوت دختر خود را «تصادف» اعلام کنند. | [ ۲ ]             |
| فرشته احمدی            | ۵ آبان ۱۴۰۱    | با اصابت گلوله از بیرون پنجره به داخل خانه‌اش کشته شد.                                            | رئیس کل دادگستری آذربایجان غربی مدعی شد فرشته احمدی، «بر اثر شلیک گلوله در خانه خود کشته شده‌است». | [ ۲ ]             |
| نسرین قادری            | ۱۳ آبان ۱۴۰۱   | در جریان اعتراضات تهران «با ضربات باتوم به سرش به کما رفت» و در یکی از بیمارستان تهران جان باخت. | دادستان شهریار دلیل مرگ او را «مسمومیت ناشی از مصرف الکل متانول» اعلام کرد. | [ ۲ ]             |
| آیلار حقی              | ۲۵ آبان ۱۴۰۱   | در جریان اعتراضات شامگاه ۲۵ آبان در تبریز کشته شد.                                               | رئیس پلیس آگاهی استان آذربایجان شرقی، مدعی شد او در «حادثه افتادن در محل گودبرداری جنب برج شهران تبریز» جان باخته‌است. | [ ۱ ]             |
| شادمان احمدی           | ۱۷ آذر ۱۴۰۱    | پس از ۳ ساعت از دستگیری در بازداشتگاه و زیر شکنجه کشته می‌شود.                                    | چندین‌بار اقدام به خودزنی خطرناک مانند کوبیدن سر به دیوار و بریدن گلو با شیشه کرده بود و طبق بررسی‌ها شادمان احمدی پس از بازداشت و قبل از انتقال به زندان فوت کرده است.                                                    | [ ۶ ]             |